# Avadhūta
Con l'aggettivo sanscrito avadhūta (devanāgarī: अवधूत) si indica in quella lingua ciò che "agitato" come la polvere sollevata dal vento; oppure ciò che viene "cacciato", "espulso", "allontanato", come gli spiriti maligni; o ancora, ciò che "impuro", quindi "disprezzato" e "negletto", ma anche colui che si è allontanato dagli "attaccamenti terreni" e quindi da quelle convenzioni sociali che sono use esprimere le valutazioni di cui sopra. 
In tal senso, in qualità di sostantivo maschile, avadhūta indica anche un teologo-filosofo śivaita.